# Palacio de los López

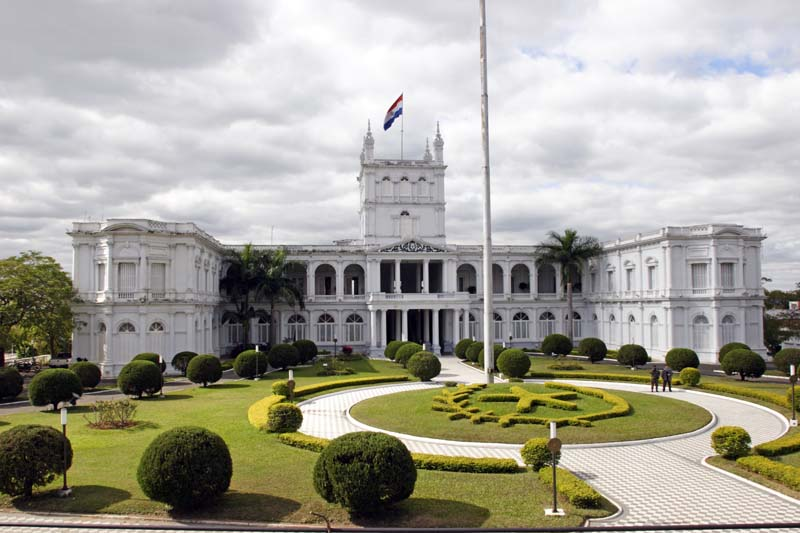
Palácio de López.

O Palacio de los López (também Palacio de López ou simplesmente Palacio de Gobierno) é a sede de governo da República do Paraguai, localizado em Assunção. O palácio, construído a partir de 1857 pelo presidente Francisco Solano López, hoje em dia lugar da gestão do governo e um dos marcos históricos mais importantes da capital paraguaia.
O palácio é um edifício em estilo neoclássico e neorrenascentista, em forma de U, com um alto torreão central de planta quadrada com um pináculo em cada canto. Localiza-se ao lado da Baía de Assunção, no centro histórico da cidade.

## História
O terreno onde ergue-se o palácio foi presenteado ao marechal Francisco Solano López por seu padrinho, ainda durante a presidência de seu pai Carlos Antonio López. Francisco viajou à Europa com o objetivo de contratar técnicos para as obras necessárias no país, o que gerou a chegada de vários profissionais que mudaram a fisionomia colonial de Assunção. O palácio de Solano López foi projetado pelo arquiteto húngaro Francisco Wisner de Morgenstern e as obras, começadas em 1857, foram dirigidas pelo inglês Alonso Taylor. As pedras e madeiras utilizados nas obras foram extraídos de diversas localidades no Paraguai. Os trabalhos de ferro forjado foram realizados na Fundição de Ybycuí.
Taylor comandou um grande grupo de artistas europeus, entre os quais figurava o arquiteto italiano Alejandro Ravizza e o engenheiro inglês Owen Mognihan. Este último foi o responsável pelas obras escultórias do interior do palácio, realizadas com pedra de canteiras paraguaias. Em 1864 chegou a Assunção o arquiteto italiano Andrés Antonini, encarregado da construção da escadaria de mármore que leva ao segundo piso do edifício e outras peças decorativas. As pinturas dos tetos do interior com motivos florais e figurativos foram realizadas pelo francês Julio Mornet, ajudado pelo pintor paraguaio Aurelio García. Muito mobiliário e espelhos foram trazidos da França para decorar os interiores.
Após um período de abandono, o presidente Juan Gualberto González (1890-1894) ordenou a reforma do palácio para uso como sede de governo, sendo inaugurado em outubro de 1892. O primeiro presidente a ter seu despacho no palácio foi o general Juan Bautista Egusquiza, em 1894. A partir de então o edifício tem sido utilizado como palácio de governo.